# ジョヴァンニ・ヴァレンティーニ
ジョヴァンニ・ヴァレンティーニ（Giovanni Valentini, 1582年頃 - 1649年4月29日または4月30日）は、イタリアの作曲家、オルガニスト。

## 生涯
1582年か1583年にヴェネツィアで生まれたと思われる。ヴェネツィアでジョヴァンニ・ガブリエーリに師事した後、1604年か1605年にポーランドのジグムント3世の宮廷オルガニストに就任した。1609年と1611年にポーランドで楽譜を出版しているので、この頃まではポーランドにとどまっていたと考えられる。
1614年にシュタイアーマルクのフェルディナント大公の宮廷に雇われたためグラーツに移った。1619年にフェルディナント大公が神聖ローマ皇帝に即位（フェルディナント2世）すると、グラーツの宮廷音楽家たちも皇帝に従ってウィーンに移った。ヴァレンティーニはウィーン宮廷のオルガニストを務めた後、1626年にジョヴァンニ・プリウーリの後任として宮廷楽長に就任し、さらに聖ミカエル教会の合唱指揮者も兼ねた。
フェルディナント2世に続いて、家庭教師を務めたフェルディナント3世からも信頼を寄せられ、その死まで楽長の職にあった。楽長として宮廷音楽家たちの給与を高めるために尽力したようである。
弟子にヨハン・カスパール・ケルルがいる。

## 音楽
作品の大部分は声楽曲で、マドリガル、ミサ曲、モテットなどがある。オラトリオやオペラを書かなかったので、同時代のクラウディオ・モンテヴェルディと比べて保守的とみなされることもある。しかし、その作品の内容は大胆な変拍子の使用など革新的なものである。

## 文献
- Helmut Federhofer: Giovanni Valentini. In: Stanley Sadie (Hg.): The New Grove Dictionary of Music and Musicians, Macmillan, London 1980, Bd. 19, S. 495-496. ISBN 1-56159-174-2
- Steven Saunders: Cross, Sword, and Lyre: Sacred Music at the Imperial Court of Ferdinand II of Habsburg (1619-1637). Clarendon Press, Oxford 1995. ISBN 0-19-816312-6
- Silke Leopold, Gunther Morche, Joachim Steinheuer: Giovanni Valentini – Kapellmeister am Kaiserhof, 440 Seiten - Bärenreiter Verlag (Dezember, 2001). ISBN 3-7618-1569-7